# Бейсуг (река)
Бейсу́г — река в чернозёмной степной зоне Краснодарского края, впадает в Азовское море через лиманы Лебяжий (пресный) и Бейсугский (солёный). Длина — 243 км, площадь водосборного бассейна — 5190 км². Протекает по Кубано-Приазовской низменности. Русло сильно заросшее, на Бейсуге и его притоках устроены системы запруд. Между лиманами Лебяжий и Бейсугский находится Бейсугское водохранилище. При ветрах с запада в устьевой части реки наблюдаются нагоны морской воды из Бейсугского лимана. Ледохода на Бейсуге обычно не бывает, а лёд постепенно тает в прудах.

## Притоки
- Бейсужёк Левый
- Гаджировка
- Незайманка
- Бузинка
- Тарапанка
- Сухая Тарапанка
- Попасная
- Правый Бейсужёк

## Населённые пункты на Бейсуге и притоках
- исток: хутор Рогачёвский (7 км на северо-запад от города Кропоткин)
- хутор Октябрьский, хутор Красноармейский, станицы Ловлинская, Нововладимировская, Новобекешевская, Новогражданская, хутора Чернобабов, Ерёмин
- правый приток Тарапанка: станица Отрадная
- станица Новомалороссийская
- левый приток Бузинка: станица Бузиновская
- сёла Первомайское, Заря, станица Березанская (ж.д. станция Бузинка)
- приток Гаджировки Бейсужёк (Бейсужёк Первый): станицы Крупская, Александроневская, Бейсуг (одноимённая ж.д. станция), Новодонецкая, хутор Заречный
- хутора Песчаный, Анапский, Полтавский, Зазова Балка, станица Батуринская, сёла Приречное, Большой Бейсуг, Харково-Полтавское, хутора Кубань, Имерницин, станица Брюховецкая
- левый приток Незайманка: хутора Незаймановский, Старинский
- приток Бейсужёк Левый
- станица Переясловская
- приток Бейсужёк Правый: станица Балковская, станица Ирклиевская, Новое Село, село Свободное
- станица Чепигинская (лиман Лебяжий)
- хутор Возрождение
- хутор Бейсуг
- станица Бриньковская (лиман Бейсугский)

## Топографические карты
- Лист карты L-37-XV Приморско-Ахтарск. Масштаб: 1 : 200 000. Указать дату выпуска/состояния местности.
- Лист карты L-37-XXI Тимашевск. Масштаб: 1 : 200 000. Указать дату выпуска/состояния местности.
- Лист карты L-37-XXII Кореновск. Масштаб: 1 : 200 000. Указать дату выпуска/состояния местности.
- Лист карты L-37-91 Кореновск. Масштаб: 1 : 100 000. Состояние местности на 1987 год. Издание 1989 г.
- Лист карты L-37-XXIII Кропоткин. Масштаб: 1 : 200 000. Указать дату выпуска/состояния местности.